# حادثه دادخواست هشتاد و هشت درباری

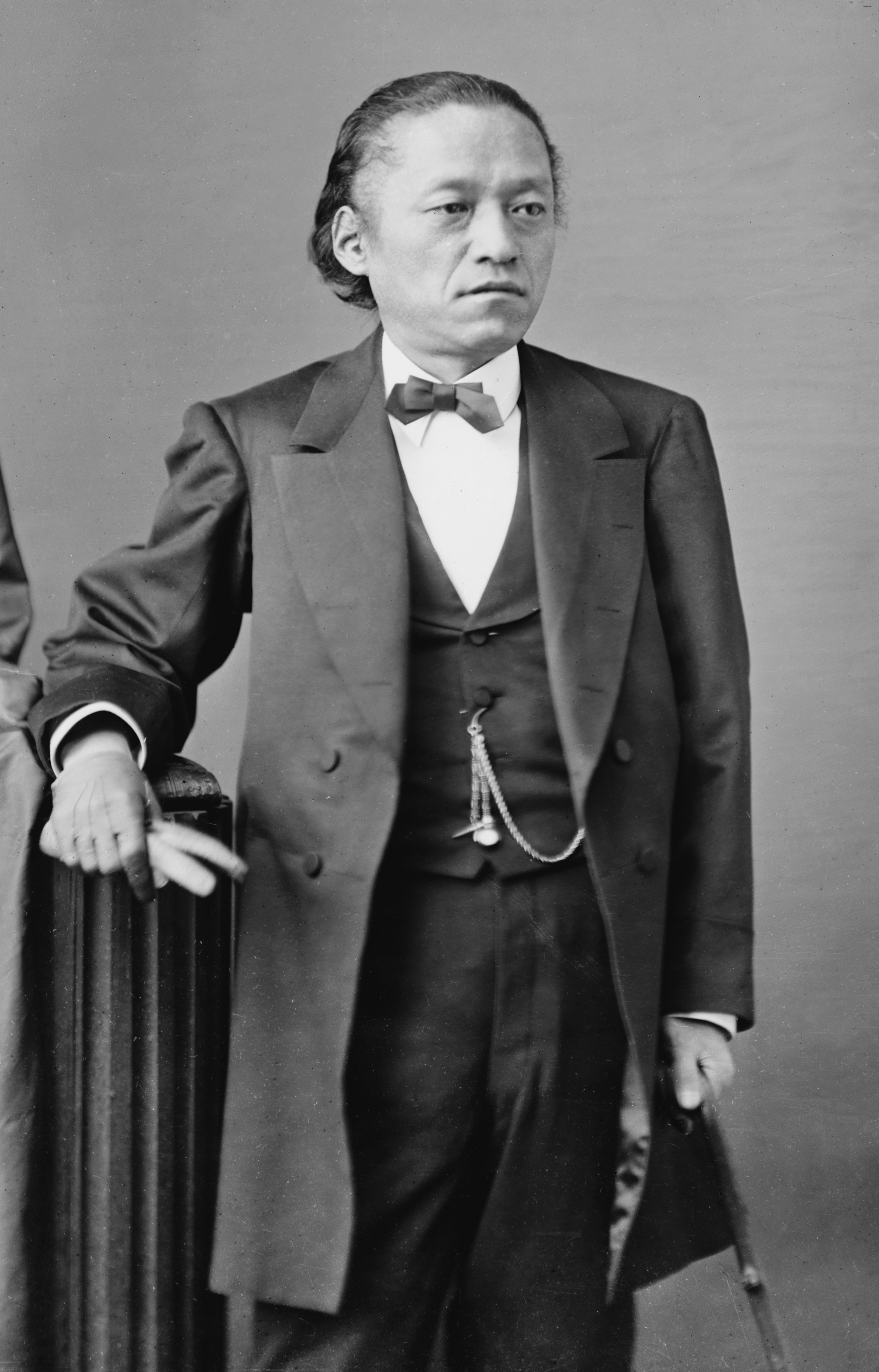
ایواکورا تومومی یکی از ده قهرمان برجسته اصلاحات که تأثیر بسیاری بر مخالفت درباریان با عهدنامه هریس داشت.

حادثه تحصن هشتاد و هشت درباری (به ژاپنی: 廷臣八十八卿列参事件)، به حادثه تحصن و مخالفت ۸۸ کوگه (درباری ژاپن) در ۲۵ آوریل سال ۱۸۵۸ به پیش‌نویس عهدنامه دوستی و تجارت بین ایالات متحده آمریکا و ژاپن در کیوتو گفته می‌شود.
تاونسند هریس در ۷ دسامبر ۱۸۵۷ به قلعه ادو وارد شد و با شوگون توکوگاوا ایه‌سادا دیدار کرد. هنگامی که اصرار شدید هریس فضایی را ایجاد کرد که در آن تجارت آزاد با ایالات متحده اجتناب ناپذیر بود، هوتا ماسایوشی که مشاور ارشد شوگون‌سالاری بود همراه با دو نفر از مقام های دیگر اینواوئه کیونائو و ایواسه تاداناری مذاکرات دربارهٔ پیمان با آمریکا را از ۲۵ ژانویه ۱۸۵۸ آغاز کردند. مذاکرات ۱۵ جلسه به طول انجامید و در این مدت به دلیل دشواری شرایط داخلی به هریس گفته شد که «حتی اگر اکنون ادو را باز کنیم، تجارت انجام نخواهد شد»، اما هریس این موضوع را باور نداشت و شروع تجارت را در اولویت قرار داد. پس از توافق دو جانبه در مورد محتوای مذاکرات، به هریس اطلاع داده شد که برای اینکه مردم متقاعد شوند، اجازهٔ امپراتور کومی برای این معاهده لازم است.
به این ترتیب شوگون‌سالاری تصمیم گرفت تا از امپراتور کومی اجازه بگیرد تا نظریه اخراج اجنبی با محوریت قلمرو میتو را سرکوب کند. در ۱۹ مارس ۱۸۵۸ هوتا ماسایوشی به همراه ایواسه تاداناری برای کسب اجازه از امپراتور به کیوتو وارد شده و تلاش خود را آغاز کردند. با این حال، هنگامی که با واسطهٔ کانپاکوی وقت کوجو هیساتادا در ۲۵ آوریل ۱۸۵۸ لایحه پیمان با آمریکا به دربار ارائه شد، در مجموع ۸۸ نفر از ۱۳۷ مقام کوگه (درباری)، از جمله ناکایاما تادایاسو و ایواکورا تومومی با این لایحه مخالفت کردند و در اعتراض به پیش‌نویس تحصن کردند. به دنبال این اعتراض، یک درخواست کتبی تنظیم شد و پس گرفتن پیش نویس معاهده توسط ۹۷ نفر پیشنهاد شد.
خود امپراتور کومی نیز با این تفکر که این پیمان نظم موجود را برهم خواهد زد، مخالفت خود را با انعقاد پیمان به‌طور روشن اعلام کرد و در تاریخ سوم فوریه، اعلام کرد که اجازه بستن چنین قراردادی را نخواهد داد.
پس از آن هوتا ماسایوشی به عنوان مسئولیت در برابر عدم توانایی برای گرفتن مجوز مجبور به استعفا از هوجو (مشاوری ارشد) شد و کانپاکو کوجو هیساتادا که واسطهٔ این امر شده بود نیز مدتی از انجام وظایف به خصوصی معلق شد. از طرف دیگر ایی نائوسوکه که بیشترین قدرت را در شوگون‌سالاری در دست داشت، برای مجازات ۸۸ درباری شروع به اقدام کرد، و بسیاری از این درباریان مجازات شدند.
با این وجود عهدنامه دوستی و تجارت بین ایالات متحده آمریکا و ژاپن در ۲۹ ژوئیه همان سال به امضا رسید.